# Pietro Fachetti
Pietro Fachetti, indicato anche come Pietro Fachetto o Facchetti (Mantova, 1539 – Roma, 27 febbraio 1613), è stato un pittore e incisore italiano del tardo Rinascimento, principalmente attivo a Roma.

## Biografia

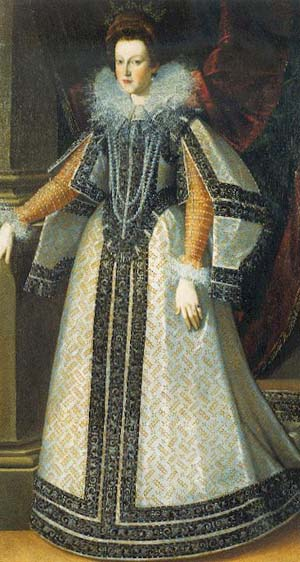
Maria de' Medici, 1595 circa

Nacque a Mantova, da una famiglia povera, tra il 1535 e il 1539. Dopo la formazione iniziale nella città natale presso la bottega di Lorenzo Costa il Giovane, si trasferì a Roma ove lavorò per la corte pontificia e la nobiltà romana. A Roma, per conto del duca di Mantova Vincenzo I, con il quale mantenne un lungo rapporto epistolare, fece copie di dipinti e acquistò alcune opere d'arte destinate alle collezioni del duca.
Nell'ambiente artistico della città fu vicino agli artisti dell'Accademia di San Luca e fece parte della Congregazione dei Virtuosi al Pantheon. Unitosi allo studio di Scipione da Gaeta, vi guadagnò la fama di ritrattista, ma le sue opere, pur se presumibilmente numerose, sono di incerta attribuzione.
Nei Palazzi Vaticani, lavorò, con altri artisti alla decorazione di una sala della Biblioteca fatta realizzare da Sisto V e, secondo alcuni storici dell'arte, potrebbe aver partecipato anche alla decorazione di due sale Paoline, con gli affreschi Paolo V in atto di donare nuovi volumi alla biblioteca e Scipione Borghese nominato cardinale-bibliotecario da Paolo V.
Fachetti si dedicò, oltre che alla pittura, anche all'incisione (in particolare alla tecnica dell'acquaforte), sia come autore, sia in qualità di mercante e stampatore. Tra i suoi lavori, non numerosi, sono ricordate quattro stampe di cui due rappresentano dipinti di Giulio Romano.

## Opere
- Chiara Albini Petrozzani con i figli Lorenzo, Cinzio, Tullio, Paolo e Anna, in preghiera , olio su tela 1595-1600, Palazzo Ducale di Mantova[4][5]